# Aleja Gwiazd Sportu we Władysławowie
Aleja Gwiazd Sportu – pierwsza w Polsce aleja poświęcona sportowcom polskim i zagranicznym. Powstała z inicjatywy Jerzego Szczepankowskiego, Macieja Baranowskiego oraz burmistrza Władysławowa Adama Drzeżdżona.
Została utworzona w 2000 roku.

## Edycje

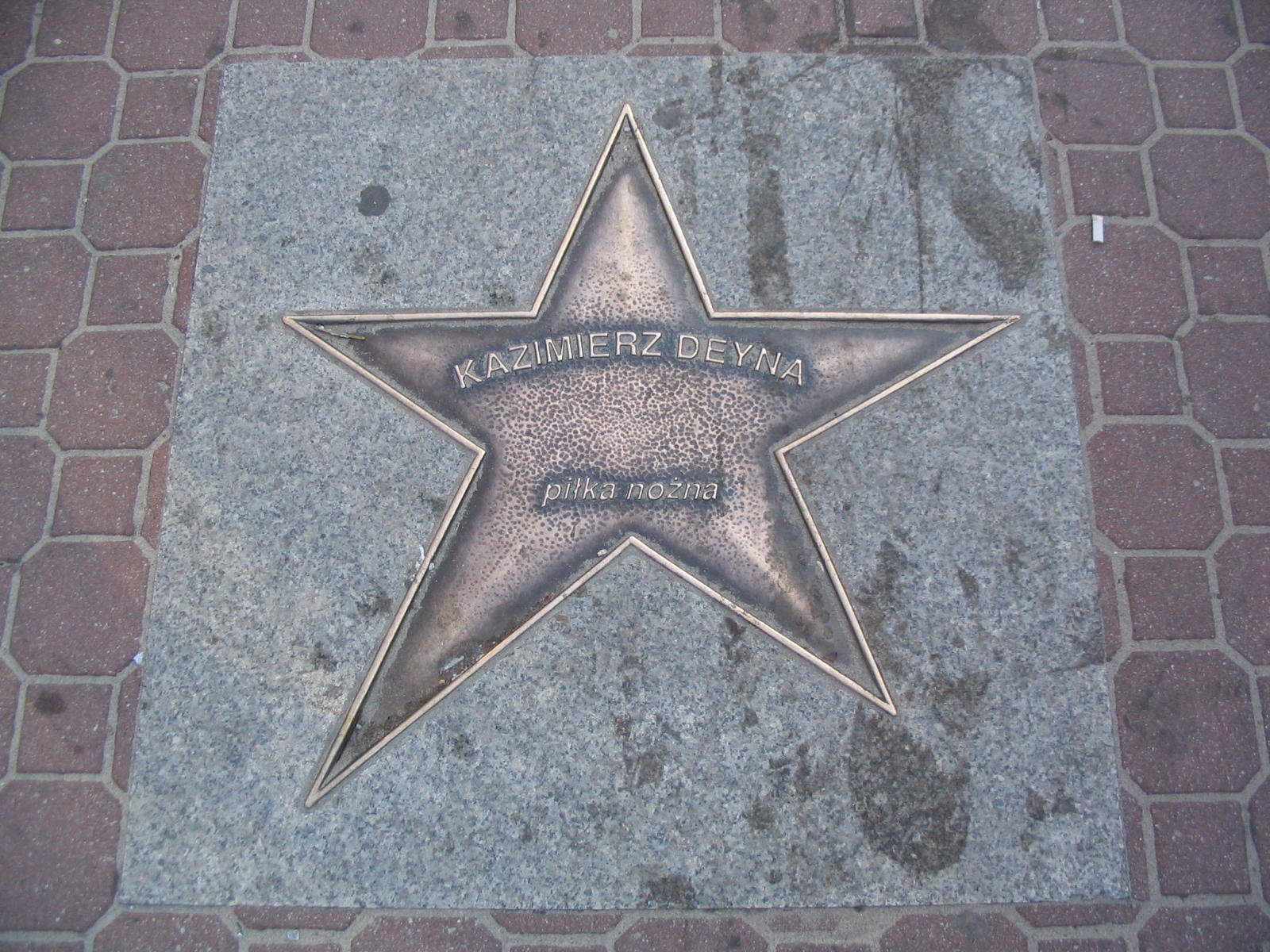
Gwiazda Kazimierza Deyny

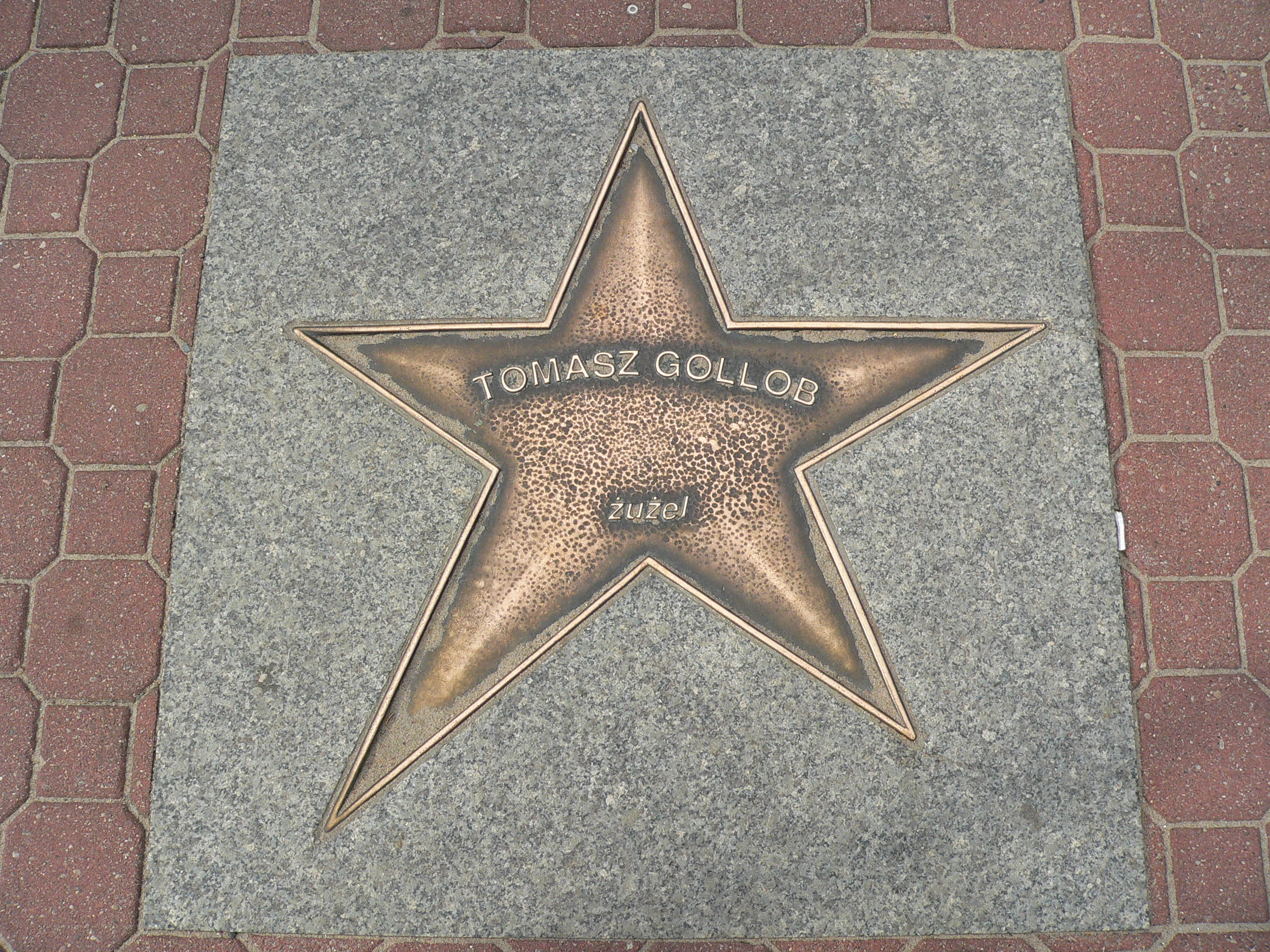
Gwiazda Tomasza Golloba

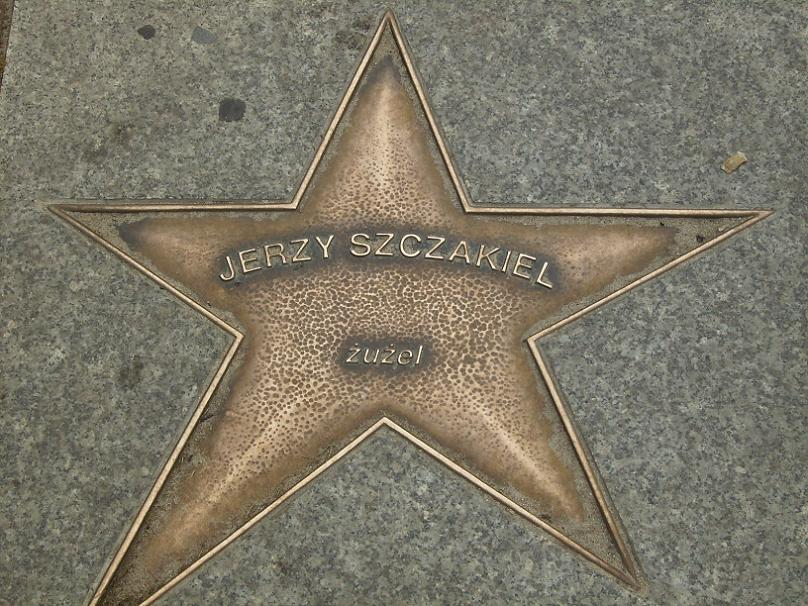
Gwiazda Jerzego Szczakiela

### I edycja (2000)
| Sportowiec/Trener             | Dyscyplina           |
| ----------------------------- | -------------------- |
| Feliks Stamm „Papa”           | trener boksu         |
| Janusz Kusociński             | lekkoatletyka        |
| Halina Konopacka              | lekkoatletyka        |
| Maria Kwaśniewska-Maleszewska | lekkoatletyka        |
| Irena Szewińska               | lekkoatletyka        |
| Jerzy Kulej                   | boks                 |
| Józef Grudzień                | boks                 |
| Waldemar Baszanowski          | podnoszenie ciężarów |
| Kazimierz Górski              | trener piłki nożnej  |
| Władysław Komar               | lekkoatletyka        |
| Tadeusz Ślusarski             | lekkoatletyka        |
| Jacek Wszoła                  | lekkoatletyka        |
| Andrzej Supron                | zapasy               |

### II edycja (2001)
| Sportowiec/Trener            | Dyscyplina         |
| ---------------------------- | ------------------ |
| Stanisław Marusarz „Dziadek” | narciarstwo        |
| Kazimierz Deyna              | piłka nożna        |
| Zbigniew Pietrzykowski       | boks               |
| Waldemar Legień              | judo               |
| Renata Mauer-Różańska        | strzelectwo        |
| Robert Korzeniowski          | lekkoatletyka      |
| Sobiesław Zasada             | automobilizm       |
| Waldemar Marszałek           | sporty motorowodne |
| Jerzy Makula                 | szybownictwo       |
| Tomasz Gollob                | żużel              |

### III edycja (2002)
| Sportowiec/Trener             | Dyscyplina       |
| ----------------------------- | ---------------- |
| Aleksy Antkiewicz             | boks             |
| Leszek Drogosz                | boks             |
| Kazimierz Paździor            | boks             |
| Hubert Wagner                 | trener siatkówki |
| Ryszard Szurkowski            | kolarstwo        |
| Dariusz Michalczewski „Tiger” | boks             |

### IV edycja (2003)
| Sportowiec/Trener          | Dyscyplina           |
| -------------------------- | -------------------- |
| Zygmunt Chychła            | boks                 |
| Elżbieta Duńska-Krzesińska | lekkoatletyka        |
| Zdzisław Krzyszkowiak      | lekkoatletyka        |
| Jan Mulak                  | trener lekkoatletyki |
| Ireneusz Paliński          | podnoszenie ciężarów |
| Witold Woyda               | szermierka           |
| Mateusz Kusznierewicz      | żeglarstwo           |

### V edycja (2004)
| Sportowiec/Trener  | Dyscyplina         |
| ------------------ | ------------------ |
| Janusz Sidło       | lekkoatletyka      |
| Grzegorz Lato      | piłka nożna        |
| Wojciech Fibak     | tenis              |
| Andrzej Grubba     | tenis stołowy      |
| Mariusz Czerkawski | hokej              |
| Wacław Wieczorek   | lotnictwo sportowe |

### VI edycja (2005)
| Sportowiec/Trener    | Dyscyplina           |
| -------------------- | -------------------- |
| Sylwia Gruchała      | szermierka           |
| Zbigniew Boniek      | piłka nożna          |
| Edmund Hillary       | himalaizm            |
| Tadeusz Pagiński     | trener szermierki    |
| Bronisław Malinowski | lekkoatletyka        |
| Zygmunt Smalcerz     | podnoszenie ciężarów |

### VII edycja (2006)
| Sportowiec/Trener  | Dyscyplina       |
| ------------------ | ---------------- |
| Dorota Świeniewicz | siatkówka        |
| Andrzej Niemczyk   | trener siatkówki |
| Henryk Łasak       | trener kolarstwa |
| Jan Tomaszewski    | piłka nożna      |
| Jan Szczepański    | boks             |
| Grzegorz Kacała    | rugby            |

### VIII edycja (2007)
| Sportowiec/Trener          | Dyscyplina           |
| -------------------------- | -------------------- |
| Witold Filus               | baloniarstwo         |
| Dorota Idzi                | pięciobój nowoczesny |
| Janos Kevey                | szermierka           |
| Tomasz Kucharski           | wioślarstwo          |
| Robert Sycz                | wioślarstwo          |
| Włodzimierz Lubański       | piłka nożna          |
| Jerzy Szczakiel            | żużel                |
| Bogdan Wenta               | piłka ręczna         |
| Wojciech Zabłocki „Kajtek” | szermierka           |

### IX edycja (2008)
| Sportowiec/Trener   | Dyscyplina          |
| ------------------- | ------------------- |
| Krzysztof Hołowczyc | automobilizm        |
| Czesław Lang        | kolarstwo           |
| Kazimierz Lipień    | zapasy              |
| Helena Pilejczyk    | łyżwiarstwo szybkie |
| Kazimierz Zimny     | lekkoatletyka       |

### X edycja (2009)
| Sportowiec/Trener  | Dyscyplina          |
| ------------------ | ------------------- |
| Otylia Jędrzejczak | pływanie            |
| Adam Korol         | wioślarstwo         |
| Leszek Blanik      | gimnastyka sportowa |
| Kamila Skolimowska | lekkoatletyka       |
| Kazimierz Szczerba | boks                |
| Marian Kasprzyk    | boks                |

### XI edycja (2010)
| Sportowiec/Trener | Dyscyplina    |
| ----------------- | ------------- |
| Józef Szmidt      | lekkoatletyka |
| Daniel Pliński    | siatkówka     |
| Jerzy Rybicki     | boks          |
| Andrzej Wroński   | zapasy        |
| Ryszard Zieniawa  | trener judo   |

### XII edycja (2011)
| Sportowiec/Trener | Dyscyplina           |
| ----------------- | -------------------- |
| Jerzy Klempel     | piłka ręczna         |
| Jerzy Młynarczyk  | koszykówka           |
| Marcin Dołęga     | podnoszenie ciężarów |
| Anna Rogowska     | lekkoatletyka        |

### XIII edycja (2012)
| Sportowiec/Trener | Dyscyplina    |
| ----------------- | ------------- |
| Hubert Skrzypczak | boks          |
| Janusz Gortat     | boks          |
| Teresa Sukniewicz | lekkoatletyka |
| Sławomir Szmal    | piłka ręczna  |
| Michel Platini    | piłka nożna   |

### XIV edycja (2013)
| Sportowiec/Trener              | Dyscyplina    |
| ------------------------------ | ------------- |
| Janusz Pawłowski               | judo          |
| Krystyna Chojnowska-Liskiewicz | żeglarstwo    |
| Piotr Małachowski              | lekkoatletyka |
| Anita Włodarczyk               | lekkoatletyka |
| Tomasz Majewski                | lekkoatletyka |

### XV edycja (2014)
| Sportowiec/Trener  | Dyscyplina |
| ------------------ | ---------- |
| Reinhold Messner   | himalaizm  |
| Krzysztof Wielicki | himalaizm  |
| Piotr Pustelnik    | himalaizm  |
| Kinga Baranowska   | himalaizm  |
| Wanda Rutkiewicz   | himalaizm  |
| Jerzy Kukuczka     | himalaizm  |
| Andrzej Zawada     | himalaizm  |

### XVI edycja (2015)
| Sportowiec/Trener      | Dyscyplina                                                       |
| ---------------------- | ---------------------------------------------------------------- |
| Zofia Noceti-Klepacka  | windsurfing                                                      |
| Przemysław Miarczyński | windsurfing                                                      |
| Wacław Kuchar          | piłka nożna, lekkoatletyka, hokej na lodzie, łyżwiarstwo szybkie |
| Zbigniew Bródka        | łyżwiarstwo szybkie                                              |
| Janusz Gerard Peciak   | pięciobój nowoczesny                                             |
| Mariusz Wlazły         | siatkówka                                                        |

### XVII edycja (2016)
| Sportowiec/Trener  | Dyscyplina           |
| ------------------ | -------------------- |
| Bronisław Czech    | narciarstwo          |
| Wojciech Fortuna   | narciarstwo          |
| Bohdan Tomaszewski | dziennikarz sportowy |
| Rafał Sonik        | sporty motorowe      |
| Sebastian Kawa     | szybownictwo         |
| Karol Bielecki     | piłka ręczna         |

### XVIII edycja (2017)
Informacje dodano na podstawie portalu internetowego dzieje.pl:
| Sportowiec/Trener | Dyscyplina           |
| ----------------- | -------------------- |
| Artur Boruc       | piłka nożna          |
| Natalia Partyka   | tenis stołowy        |
| Apoloniusz Tajner | trener narciarski    |
| Tadeusz Mytnik    | kolarstwo            |
| Franciszek Sojka  | bieg długodystansowy |
| Jerzy Pawłowski   | szermierka           |

### XIX edycja (2018)
| Sportowiec/Trener       | Dyscyplina           |
| ----------------------- | -------------------- |
| Tomasz Sikora           | biathlon             |
| Józef Łuszczek          | narciarstwo          |
| Janusz Czerwiński       | piłka ręczna         |
| Andrzej Bachleda-Curuś  | narciarstwo          |
| Włodzimierz Szaranowicz | dziennikarz sportowy |
| Jerzy Gebert            | dziennikarz sportowy |
| Adam Krzesiński         | szermierka           |

### XX edycja (2019)
| Sportowiec/Trener   | Dyscyplina           |
| ------------------- | -------------------- |
| Mieczysław Nowicki  | kolarstwo            |
| Zbigniew Pacelt     | pięciobój nowoczesny |
| Agnieszka Bibrzycka | koszykówka           |
| Paweł Zagumny       | siatkówka            |
| Małgorzata Dydek    | koszykówka           |
| Tadeusz Olszański   | dziennikarz sportowy |
| Andrzej Marciniak   | himalaizm            |
| Andrzej Gołota      | boks                 |

### XXI edycja (2022)
| Sportowiec/Trener                    | Dyscyplina            |
| ------------------------------------ | --------------------- |
| Andrzej Gmitruk                      | trener boksu          |
| Henryk Kohnke                        | podnoszenie ciężarów  |
| Wanda Panfil                         | lekkoatletyka         |
| Jarosława Jóźwiakowska               | lekkoatletyka         |
| Krystyna Krupa                       | siatkówka             |
| Małgorzata Glinka-Mogentale „Maggie” | siatkówka             |
| Edward Szymczak                      | trener skoku o tyczce |
| Stanisław Majorek                    | trener piłki ręcznej  |
| Aleksander Wierietielny              | trener narciarski     |
| Justyna Kowalczyk                    | biegi narciarskie     |
| Maja Włoszczowska                    | kolarstwo górskie     |
| Leszek Cichy                         | himalaizm             |
| Ewa Zasada                           | automobilizm          |

### XXII edycja (2023)
| Sportowiec/Trener                  | Dyscyplina                  |
| ---------------------------------- | --------------------------- |
| Zofia Kiełpińska-Topór             | biathlon, biegi narciarskie |
| Paweł Fajdek                       | lekkoatletyka               |
| Szymon Ziółkowski                  | lekkoatletyka               |
| Zygmunt Perlicki „Zyga”            | żeglarstwo                  |
| Włodzimierz Smolarek               | piłka nożna                 |
| Janusz Kupcewicz                   | piłka nożna                 |
| Edson Arantes de Nascimento „Pelé" | piłka nożna                 |

## Zwyczaje
Tradycyjnie, po zakończeniu uroczystości odsłonięcia nowych gwiazd odlanych z brązu, sportowcy otrzymują pamiątkową „gwiazdkę” w postaci albumu.
Następnie przechodzą do znajdującego się nieopodal Centralnego Ośrodka Sportu „Cetniewo” i zasadzają tam pamiątkowe drzewka.